# Косматый хомяк
Косматый хомяк (лат. Lophiomys imhausi) — единственный вид одноимённого рода семейства мышиных (Muridae).

## Внешний облик
Африканский грызун с необычным внешним видом, напоминающий скорее дикобраза. Характерный его признак — косматая щетинистая грива, идущая вдоль хребта. Самки у косматых хомяков достигают заметно бо́льших размеров (до 36 см) по сравнению с самцами (25,5—30 см). Масса взрослых особей 590—920 г. Хвост примерно вдвое короче туловища — 14—21,5 см, покрыт длинными густыми волосами. Телосложение массивное, неуклюжее. Голова очертаниями несколько напоминает голову морской свинки или североамериканского дикобраза (поркупина). Глаза небольшие. Маленькие округлые уши окаймлены белым. На конечностях хорошо развиты 4 пальца; первый палец передних конечностей частично противопоставлен остальным.
Волосяной покров высокий, густой и мягкий, только вдоль спины проходит полоса грубых волос, образующих своеобразную гриву. Когда косматый хомяк испуган или возбуждён, грива на спине поднимается, приоткрывая железистые участки на боках туловища. Окраска спинной стороны тёмная — коричневая или почти чёрная — со светлыми пятнами и полосками. Окраска брюшной стороны изменяется от серой до чёрной. По бокам проходит тонкая светлая полоска. Конечности чёрные. Хвост чёрный с белым кончиком.

## Ареал и среда обитания
Распространены косматые хомяки в горных лесах Восточной Африки — Судана, Эфиопии, Сомали, Уганды, Кении, Танзании. Ископаемые остатки известны из Израиля. Держатся преимущественно на высоте 1200—2700 м над уровнем моря, хотя, к примеру, в Сомали известны и в равнинных лесах.

## Образ жизни
Образ жизни в основном древесный. Движения этих зверей на земле и на деревьях не очень проворны, однако они способны спускаться по стволу даже вниз головой. Активны ночью; день проводят в норах, прикорневых пустотах, в расщелинах среди камней. Обычно держатся поодиночке, хотя встречаются также парами и семейными группами из самки и её потомства. Питаются листьями, корнями и молодыми ростками растений, а также разнообразными плодами. Во время еды садятся на задние лапы, держа передними пищу.
Сведений об особенностях размножения этого вида практически нет. Самки приносят по 2—3 детёныша, уже покрытых волосами.

## Защита от хищников

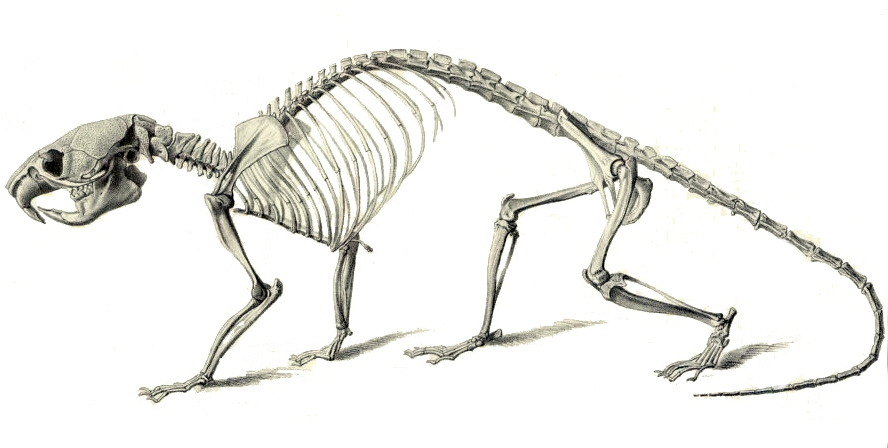
Скелет косматого хомяка

Косматые хомяки довольно медлительны и неповоротливы, и они компенсируют это подобно скунсам — испуская в случае опасности  сильный неприятный запах из желез, расположенных на боку. При этом поднимают торчком свою «гриву», приобретая сходство с дикобразом. Предполагалось также, что секрет, выделяемый железами косматого хомяка, содержит токсины и ядовит для хищников. На боку при вздыбливании шерсти открываются продольные бурые, чёрные и белые контрастные полосы, которые при спокойном состоянии грызуна прикрыты светло-серой шерстью. Предполагается, что эта окраска не только предупреждает хищника об опасности, но и создаёт иллюзию незащищённого бока, чтобы если хищник всё-таки попытается схватить, то именно за ядовитое место.
В 2011 г. было показано, что косматый хомяк обладает ядовитой шерстью, которая служит ему для защиты от хищников. Достаточно крупные хищники (размером с собаку) часто гибнут после нападения на косматого хомяка. Выяснилось, что косматый хомяк сдирает кору с дерева акокантеры абиссинской (Acokanthera shimperi), которая содержит ядовитые гликозиды, в том числе уабаин — ингибитор натрий-калиевой аденозинтрифосфатазы, в малых дозах стимулирующий работу сердца, а в больших способный вызвать его остановку. Затем хомяк вылизывает шерсть на боках, обмазывая её жвачкой из коры. Волосы пропитываются ядом растения. Ядовитые волосы хохлатого хомяка имеют необычную структуру. Их наружный слой покрыт отверстиями и выглядит как ажурная решётка; внутренний волокнистый слой быстро пропитывается красителями и, вероятно, ядом растения. Авторы работы предполагают, что если хищник всё-таки кусает хомяка, в рот ему попадают ядовитые волосы с боков тела, и это может вызвать отравление и смерть.
Дополнительными средствами защиты для косматого хомяка служат толстый череп, прочный позвоночник и необыкновенно толстая и прочная для представителя мышиных кожа. Природа устойчивости косматого хомяка к действию уабаина пока не изучена.

## Статус популяции
Косматые хомяки в некоторых местах своего ареала довольно многочисленны[уточнить].